# جباتي وكرك

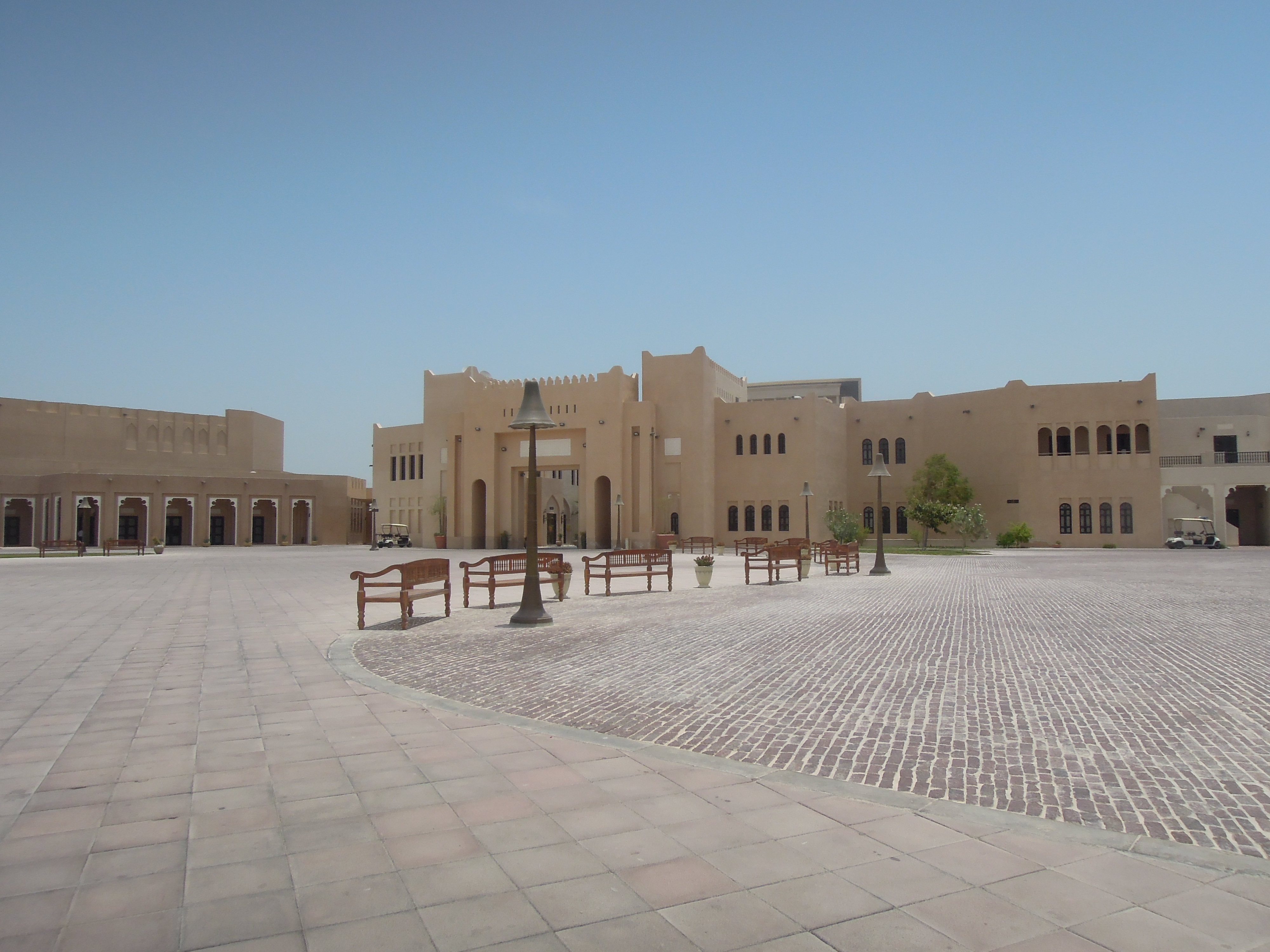
ساحة كتارا.

چباتي وكرك هو اسم مقهى له فرعان، الأول في قطر والآخر في لندن. المقهى متخصص - كما يوحي إسمه - بتقديم خبز الچباتي إلى جانب شاي الكرك، وكلاهما من أصل هندي.

## فرع قطر
25°21′32″N 51°31′31″E / 25.358995°N 51.525204°E
افتتحت شركة «أسباير كتارا للضيافة» الفرع الأصلي في حي كتارا في الدوحة نحو سنة 2010 م.

## فرع لندن
51°29′55″N 0°09′58″W / 51.498506°N 0.166094°W
يقع الفرع اللندني في محل رقم 144 في برومتون رود في حي نايتسبرج، بقرب محل هارودز، وافتتح في أوائل سنة 2014 م.